# Sustancia inorgánica

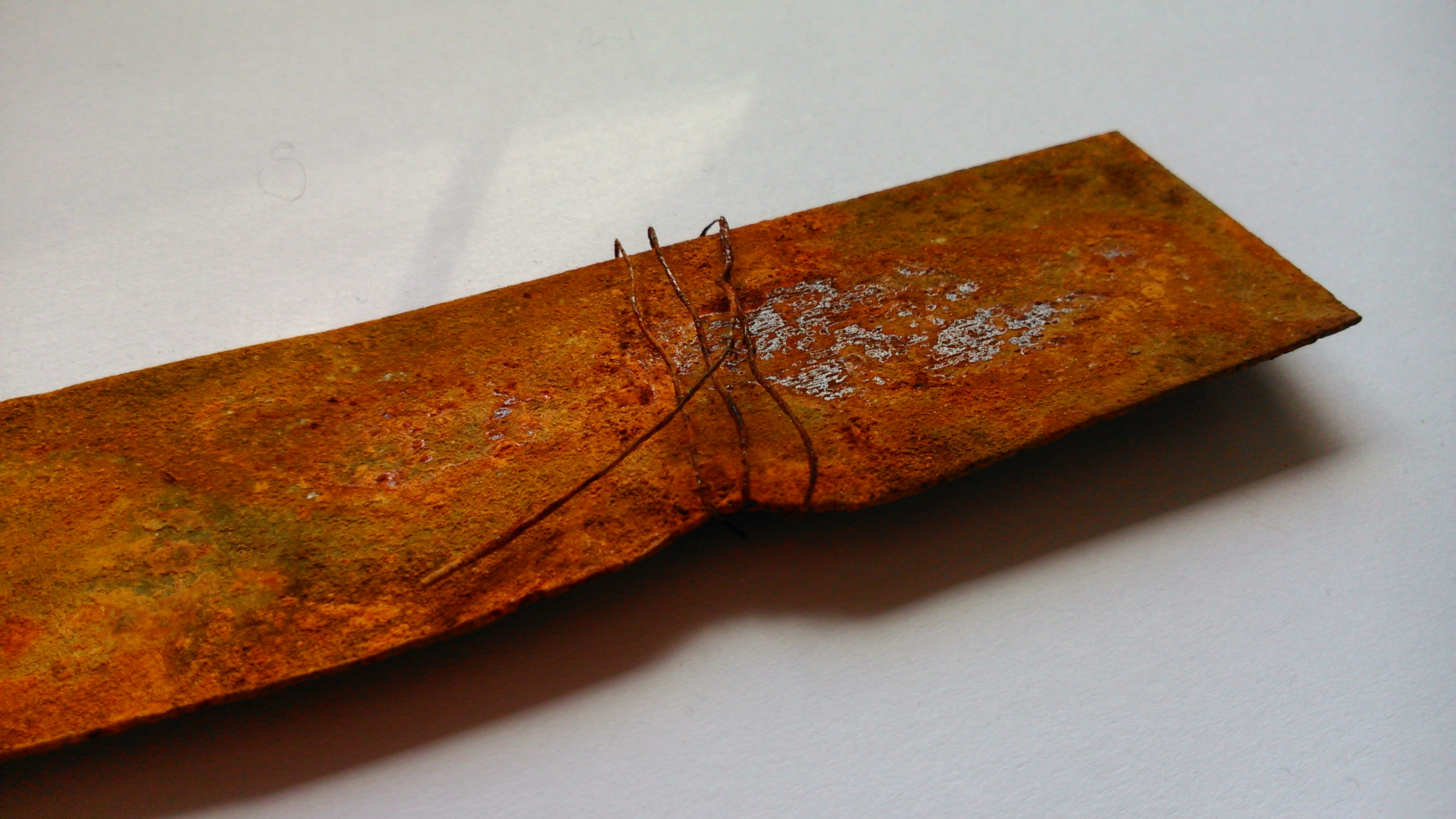
El hierro y el óxido que lo recubre son sustancias inorgánicas

Se denomina sustancia inorgánica a toda sustancia que carece de  átomos de carbono en su composición química, con algunas excepciones. Un ejemplo de sustancia inorgánica es el ácido sulfúrico o el cloruro de sodio. De estos compuestos trata la química inorgánica. 
En biología, el concepto de inorgánico y orgánico es muy importante y de vital importancia en temas como la nutrición de los organismos autótrofos. Estos organismos solo utilizan sustancias inorgánicas del medio (agua, sales minerales]]) para su nutrición.
Las sales minerales y el agua se llaman también como  biomoléculas inorgánicas: son moléculas que forman parte de los organismos vivos pero que no poseen hidrocarburos en su composición molecular.

## Diferencia entre una sustancia orgánica y una sustancia inorgánica
Entre las diferencias más importantes se encuentran las siguientes:
- Todas las sustancias orgánicas utilizan como base de construcción el carbono, mientras que en las sustancias inorgánicas no se forman cadenas de carbono
- Las sustancias orgánicas se forman naturalmente en los vegetales y animales.
- La totalidad de los compuestos orgánicos están formados por enlaces covalentes, mientras que los inorgánicos lo hacen mediante enlaces iónicos y covalentes.
- La mayoría de los compuestos orgánicos presentan isómeros (sustancias que poseen la misma fórmula molecular pero difieren en sus propiedades físicas y químicas); los inorgánicos generalmente no presentan isómeros.
- Los compuestos orgánicos forman cadenas o uniones del carbono consigo mismo y otros elementos; los compuestos inorgánicos con excepción de algunos silicatos no forman cadenas pero si uniones. Las uniones químicas son importantes para el desarrollo de la vida.

La materia inorganica tiene funciones muy importantes en el suelo y en general, en el desarrollo de una agricultura acorde con las necesidades de preservar el medio ambiente y a la vez, más productiva. Para ello es necesario partir del conocimiento de los procesos que tienen lugar en el suelo (ciclos de nutrientes) y de la actividad biológica del mismo, con el fin de establecer un control de la nutrición, del riego y del lavado de elementos potencialmente contaminantes. A modo indicativo, se citan a continuación los efectos de la materia inorgánica sobre las características físicas, químicas y biológicas del suelo.
- Datos: Q3361209